# John Milledge
John Milledge (Savannah, 1757 – Augusta, 1818. február 9.) az Amerikai Egyesült Államok szenátora (Georgia, 1806–1809).